# Buława

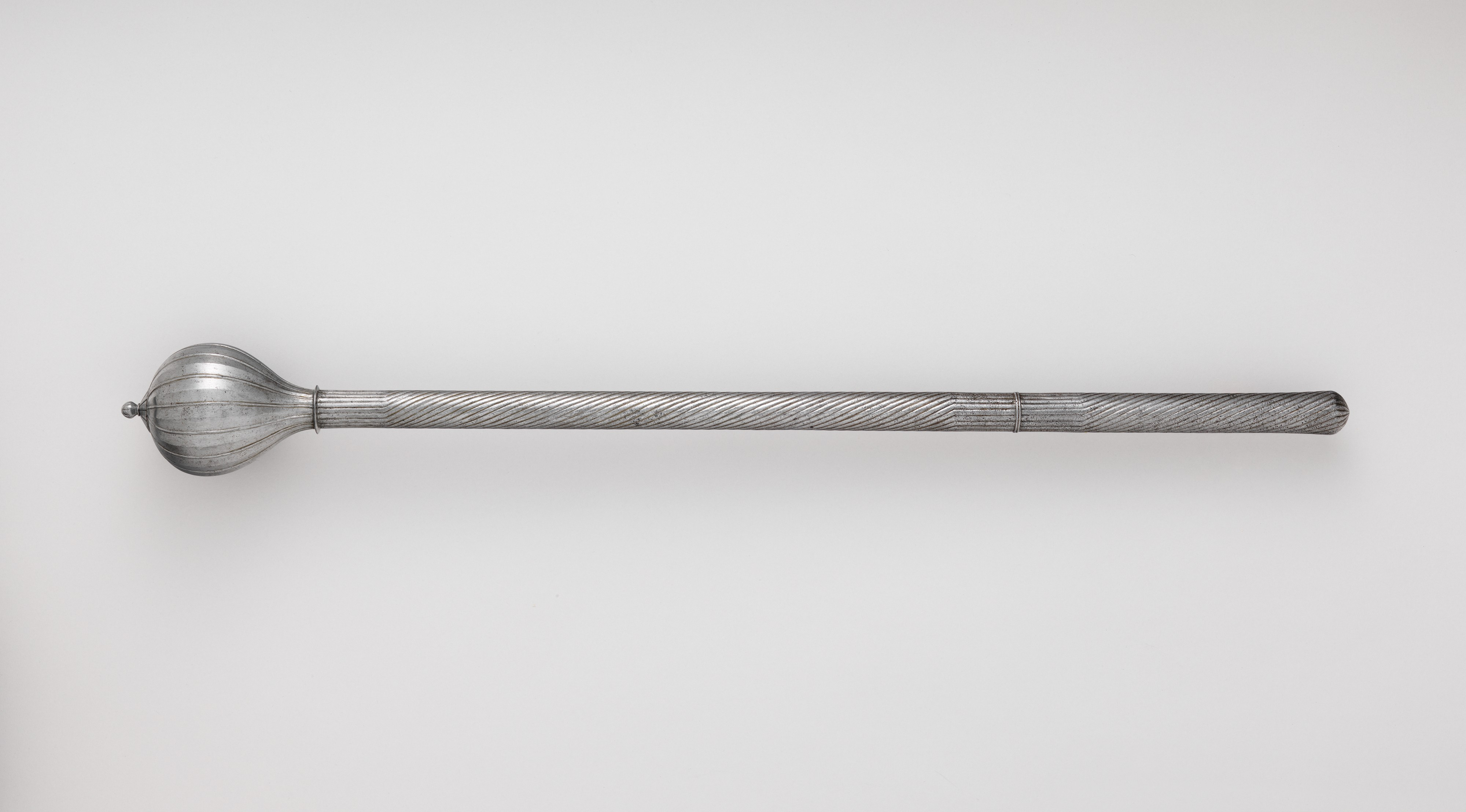
Buława (XVI w.)

Buława (od st.rus. bulava, ‘pałka z głowicą’) – jednoręczna broń obuchowa, składająca się ze styliska zakończonego kulistą lub gruszkowatą głowicą.

## Opis
Buława powstała jako udoskonalona forma kościanej lub drewnianej maczugi. Używana była do rozbijania hełmu przeciwnika. Była popularną bronią na Bliskim i Dalekim Wschodzie (starożytny Egipt, Mezopotamia, Indie, Persja, Imperium Osmańskie), a także w Europie (Węgry, Rzeczpospolita Obojga Narodów) i na Rusi. Oprócz funkcji bojowej służyła także jako znak dostojeństwa wojskowego. W Polsce znak urzędu hetmana w XVI–XVIII wieku, a później marszałka w XX wieku. Aby podkreślić znaczenie dowódcy, często wykonywano je z cennych materiałów i bogato dekorowano.
Rodzajem niewielkiej buławy jest piernacz.

## Galeria

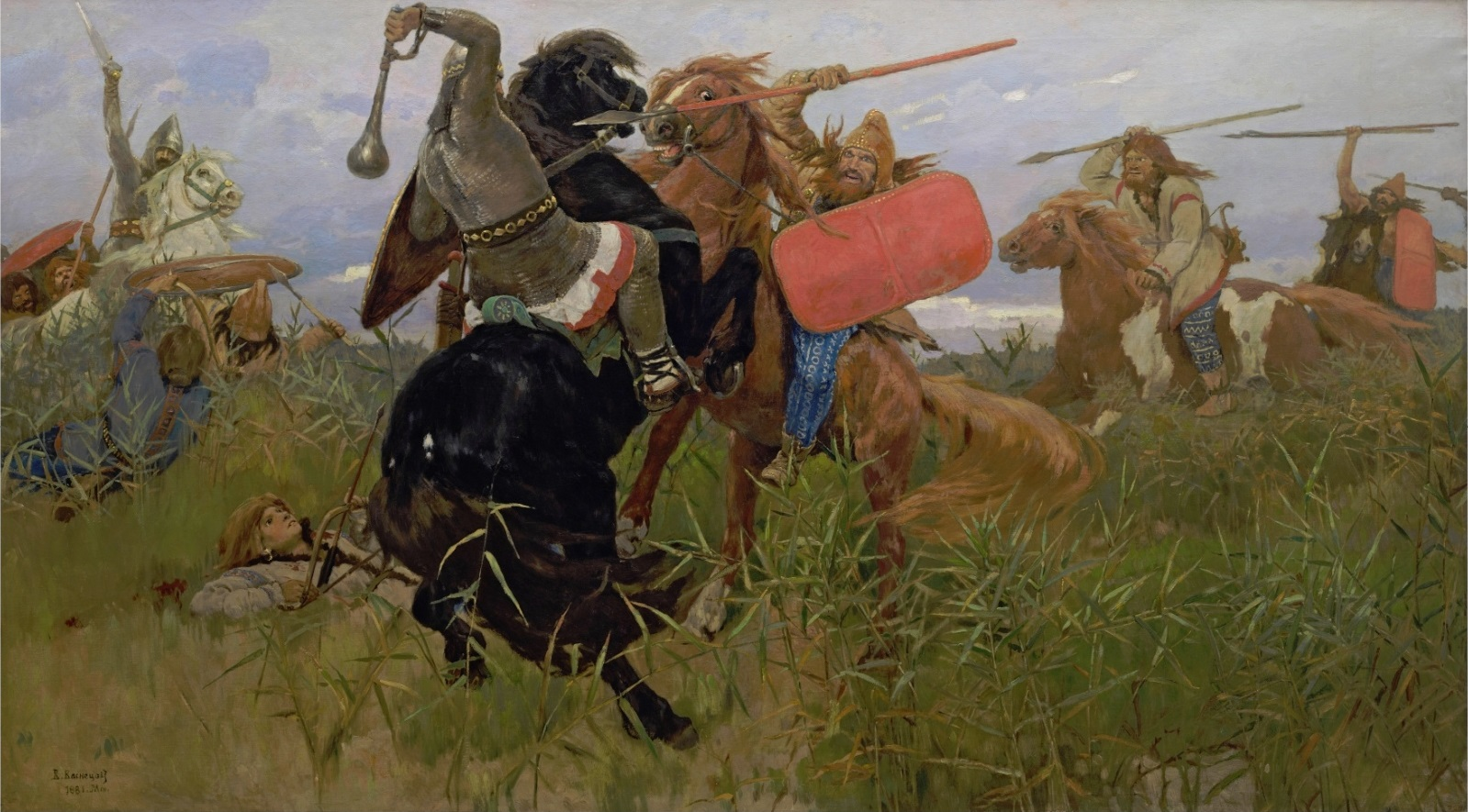
Bitwa Scytów ze Słowianami na obrazie rosyjskiego malarza Wiktora Wasniecowa. Scytyjski wojownik uzbrojony jest w buławę
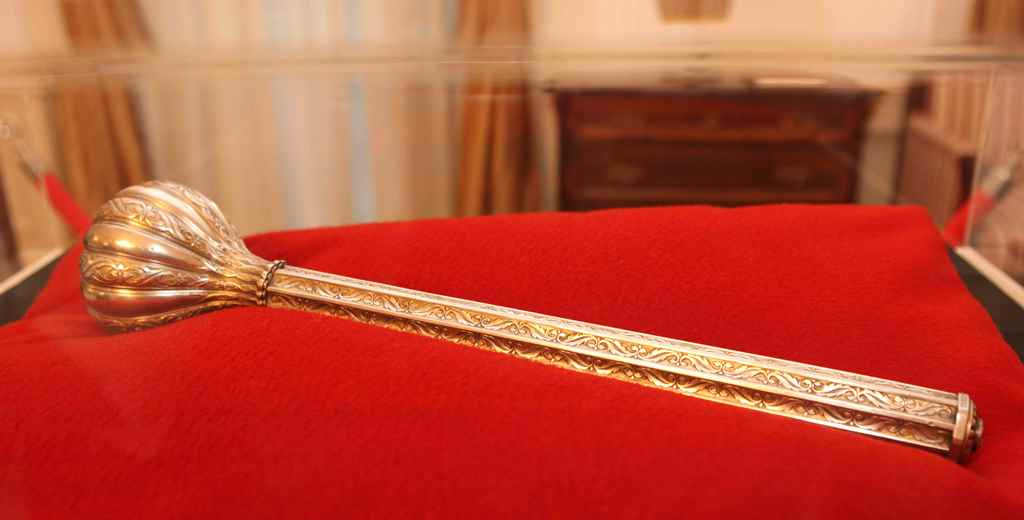
Buława marszałka Piłsudskiego
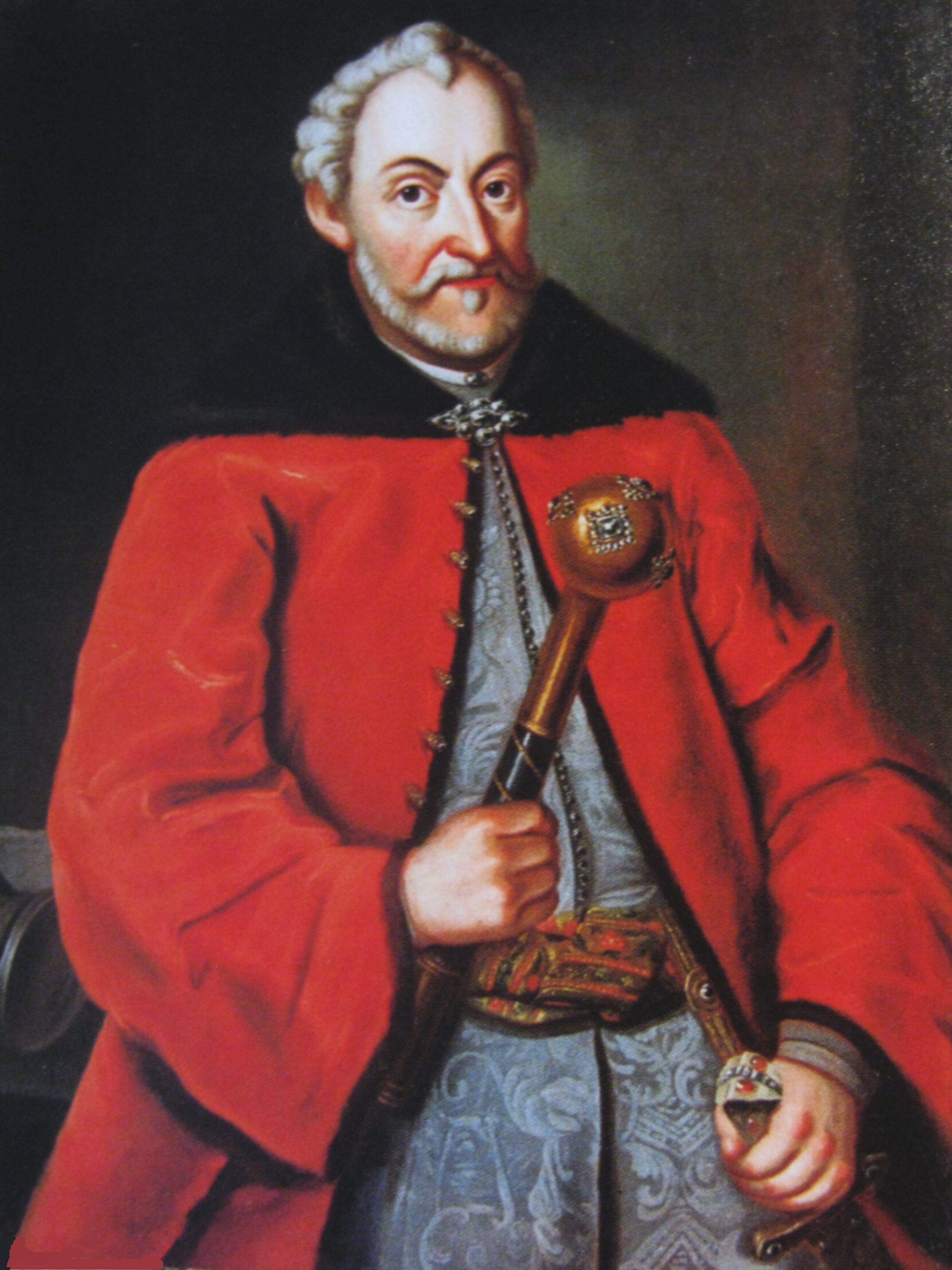
Hetman Jan Zamoyski trzymający buławę
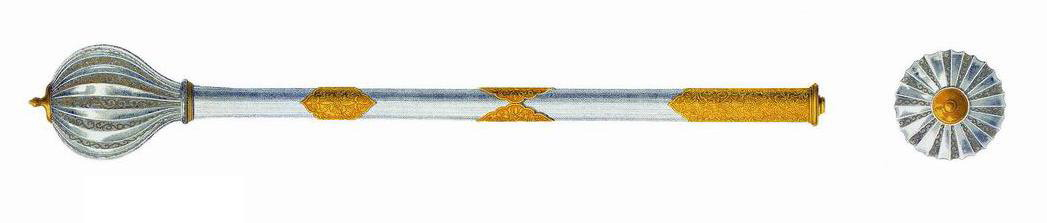
Buława moskiewska sprzed 1853 roku
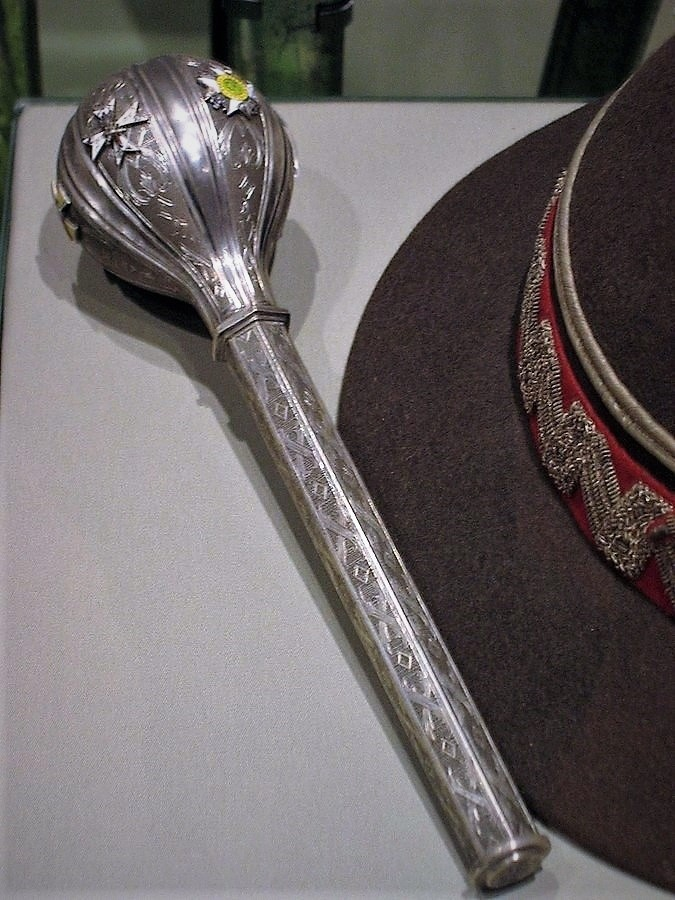
Buława marszałka Śmigłego-Rydza
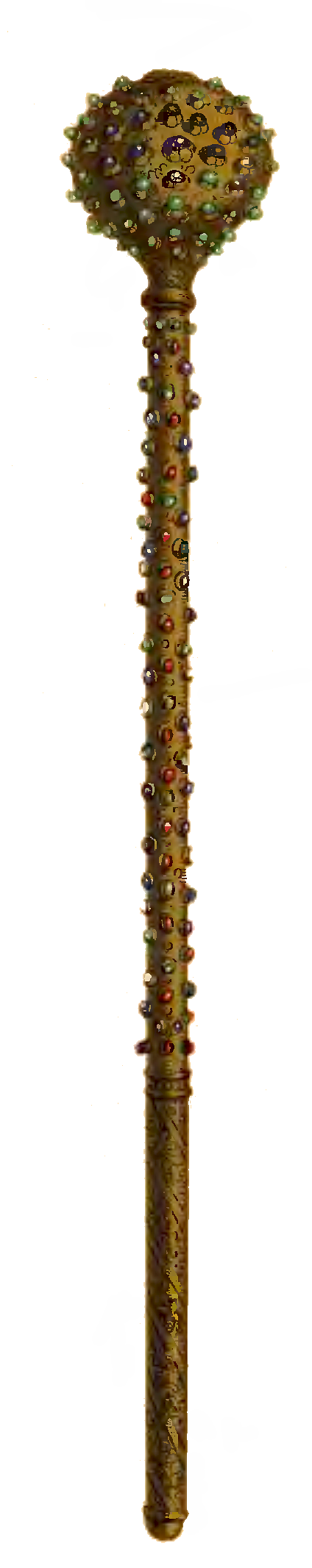
Buława hetmana Marcina Kalinowskiego
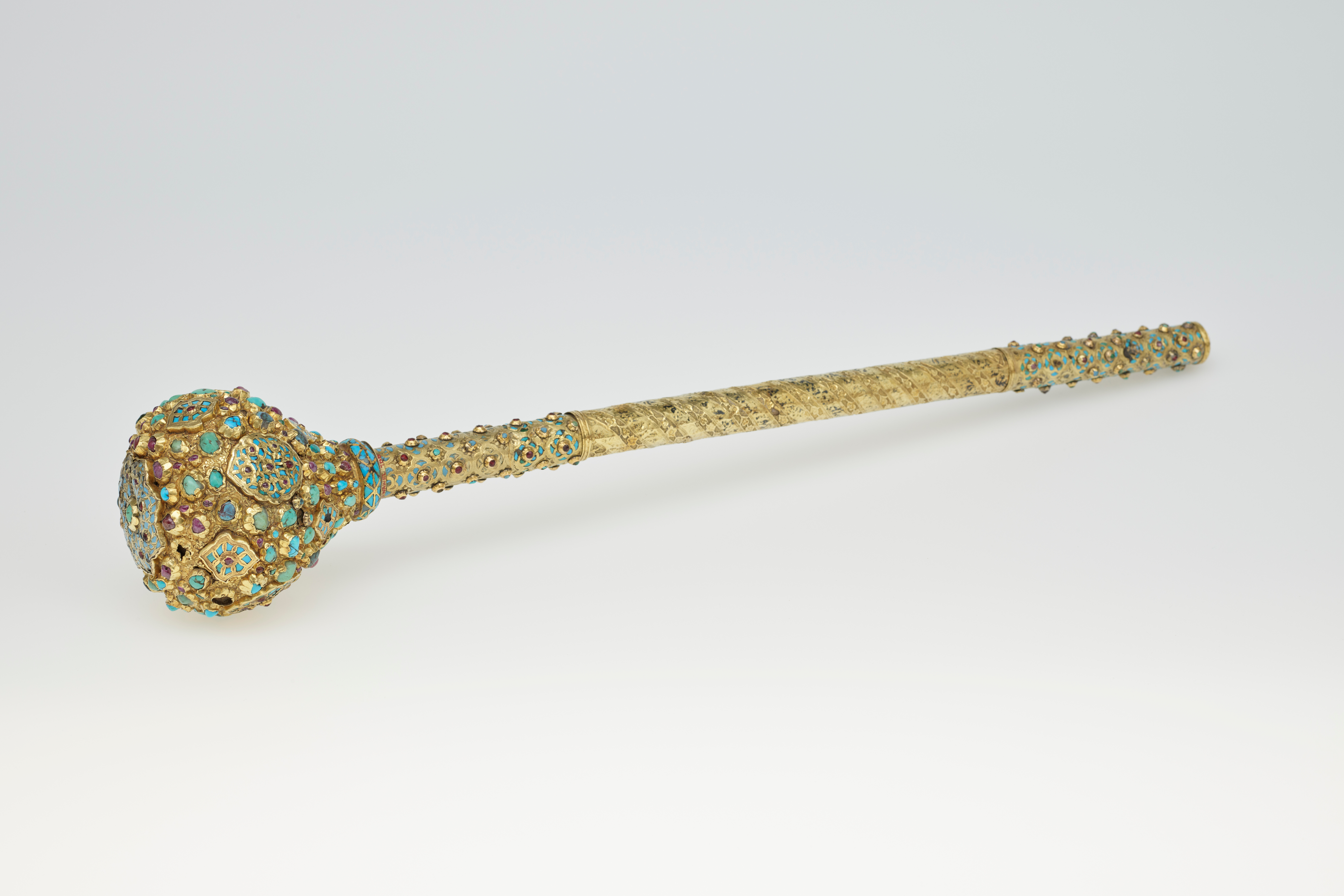
Buława Władysława Zygmunta Wazy
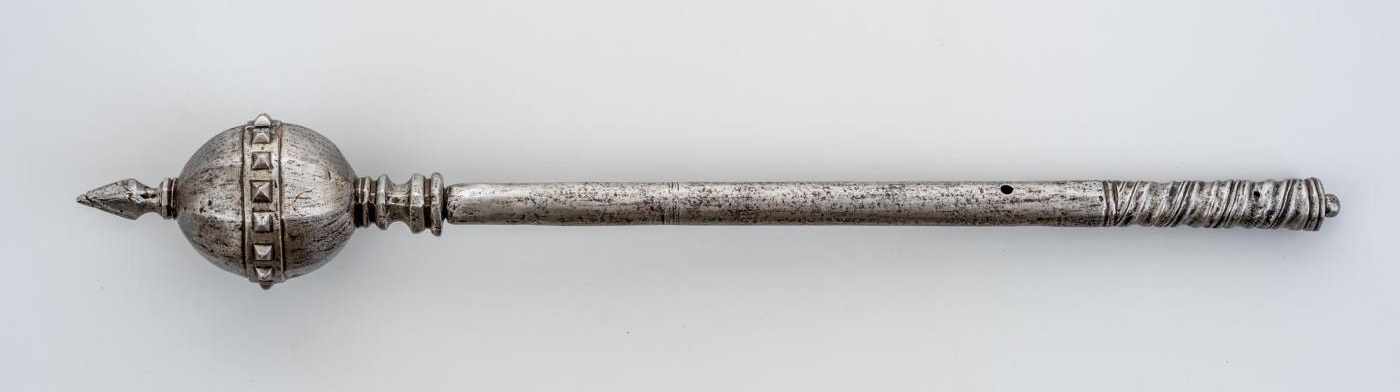
Buława typu tureckiego, XVI wiek, Muzeum Ziem Wschodnich Dawnej Rzeczypospolitej